# The Gigolo
The Gigolo è un album di Lee Morgan, pubblicato dalla Blue Note Records nel 1966.Il disco fu registrato al Van Gelder Studio di Englewood Cliffs, New Jersey (Stati Uniti) nella date indicate nella lista tracce.

## Tracce
Lato A
1. Yes I Can, No You Can't – 7:35 (Lee Morgan) – Registrato il 1º luglio 1965
2. Trapped – 6:00 (Wayne Shorter) – Registrato 25 giugno 1965
3. Speedball – 5:25 (Lee Morgan) – Registrato il 1º luglio 1965

Lato B
1. The Gigolo – 11:00 (Sammy Cahn, Jule Styne) – Registrato il 1º luglio 1965
2. You Go to My Head – 7:20 (Dizzy Gillespie, J. Fred Coots) – Registrato il 1º luglio 1965

Edizione CD del 2006, pubblicato dalla Blue Note Records
1. Yes I Can, No You Can't – 7:23 (Lee Morgan)
2. Trapped – 5:57 (Wayne Shorter)
3. Speedball – 5:29 (Lee Morgan)
4. The Gigolo – 11:01 (Sammy Cahn, Jule Styne)
5. You Go to My Head – 7:20 (Dizzy Gillespie, J. Fred Coots)
6. The Gigolo – 10:04 (Sammy Cahn, Jule Styne) – Bonus Track - Alternate Take[3]

## Musicisti
- Lee Morgan - tromba
- Wayne Shorter - sassofono tenore
- Harold Mabern - pianoforte
- Bob Cranshaw - contrabbasso
- Billy Higgins - batteria